# Son My
El Sơn Mỹ (Sơn Mỹ) era una població situada a la Província de Quang Ngai, Vietnam que va ser l'escenari de la massacre de My Lai de 1968. La mateixa població estava dividida en nombrosos llogarets, els més grans dels quals eren My Lai, Co Luy, My Khe, i Tu Cung.:1–2
Actualment, al lloc del llogaret Tu Cung hi ha el Memorial Sơn Mỹ .